# Wilhelm Eichenberg
Wilhelm Eichenberg est un géologue, paléontologue et zoologue de langue allemande. Il a publié au cours des années 1930.

## Biographie
Il a proposé le terme de Conodontophorida en 1930 pour décrire un ordre, celui des conodontes. Mais, selon certains auteurs, il s'agit d'un terme synonyme de Conodonta. Le terme voudrait prendre en compte l'aspect de l'animal dans son intégralité (le sujet porteur de conodontes) et pas seulement celui de ses « dents ».